# Dysidea avara
Dysidea avara är en svampdjursart som först beskrevs av Schmidt 1862.  Dysidea avara ingår i släktet Dysidea och familjen Dysideidae. Inga underarter finns listade i Catalogue of Life.